# Dyrhólaey

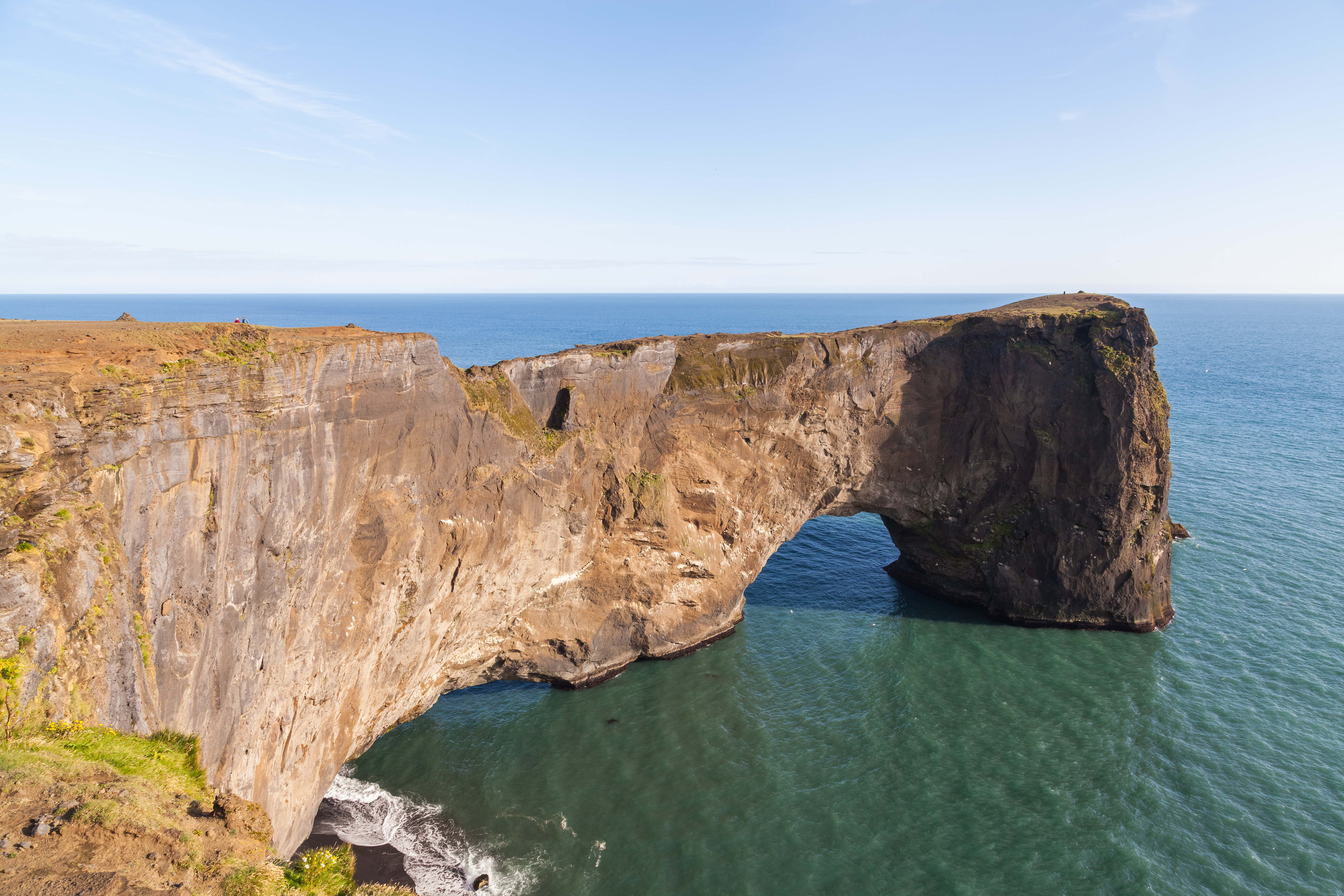
Dyrhólaey

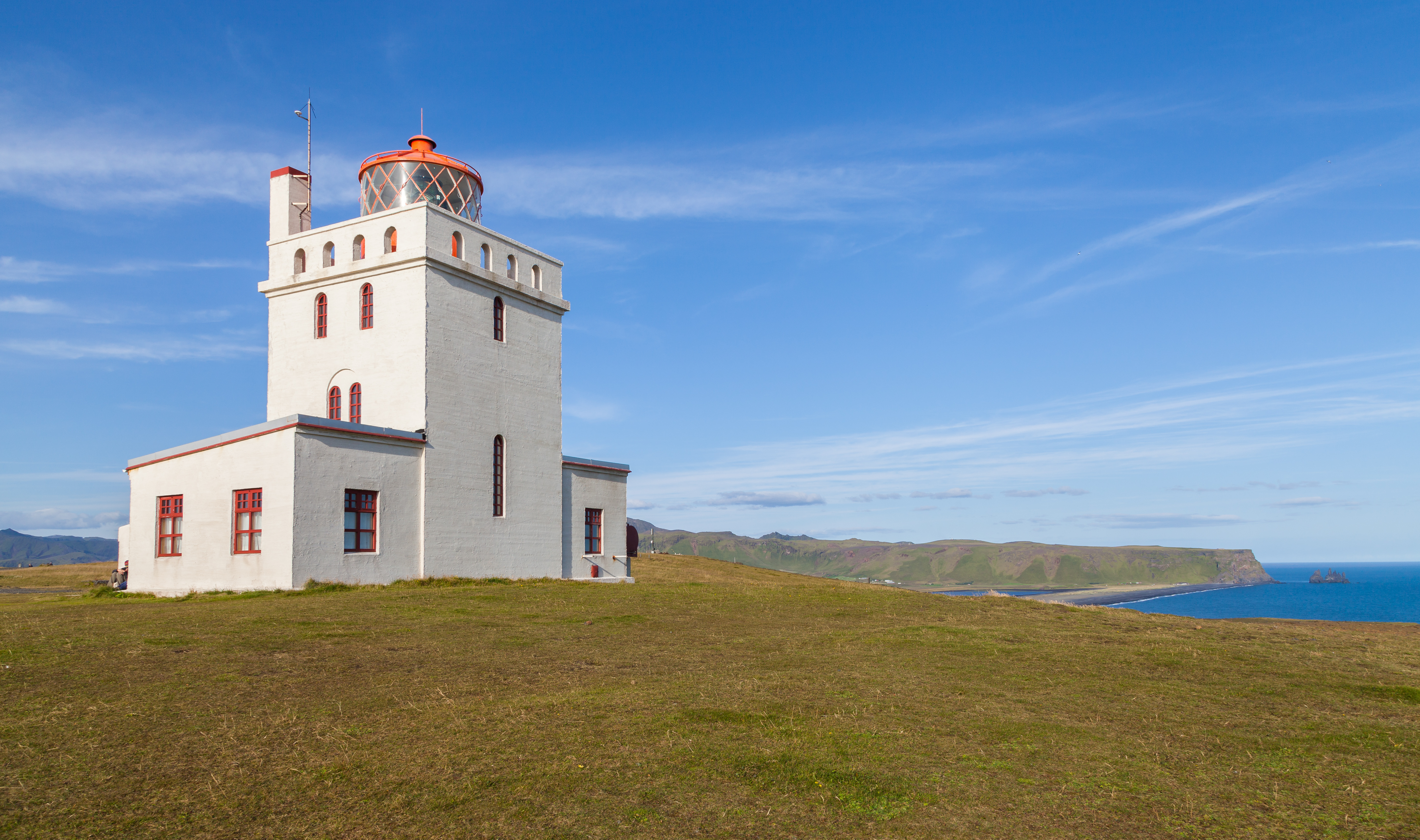
A dyrhólaeyi világítótorony

A Dyrhólaey-félsziget Izland déli partvidékén található, Vík í Mýrdal település közelében. A tengerészek a félszigetet korábban Cape Portland néven emlegették. Korábban egy vulkanikus eredetű sziget volt, melyet izlandi nyelven az eyja, azaz a sziget szóval illettek. 
A kilátás Dyrhólaeyről igazán látványos: észak felé a Mýrdalsjökull gleccser látható, keleti irányban a Reynisdrangar fekete lávaoszlopai láthatóak. Nyugat felé Sellfoss városának irányában pedig a tengerpart látható az időjárási körülmények játékának megfelelően. A félszigettel szemben fekete láva formáz természetes sziklaívet. 
Nyaranta számos lunda költ a félsziget sziklaormain.

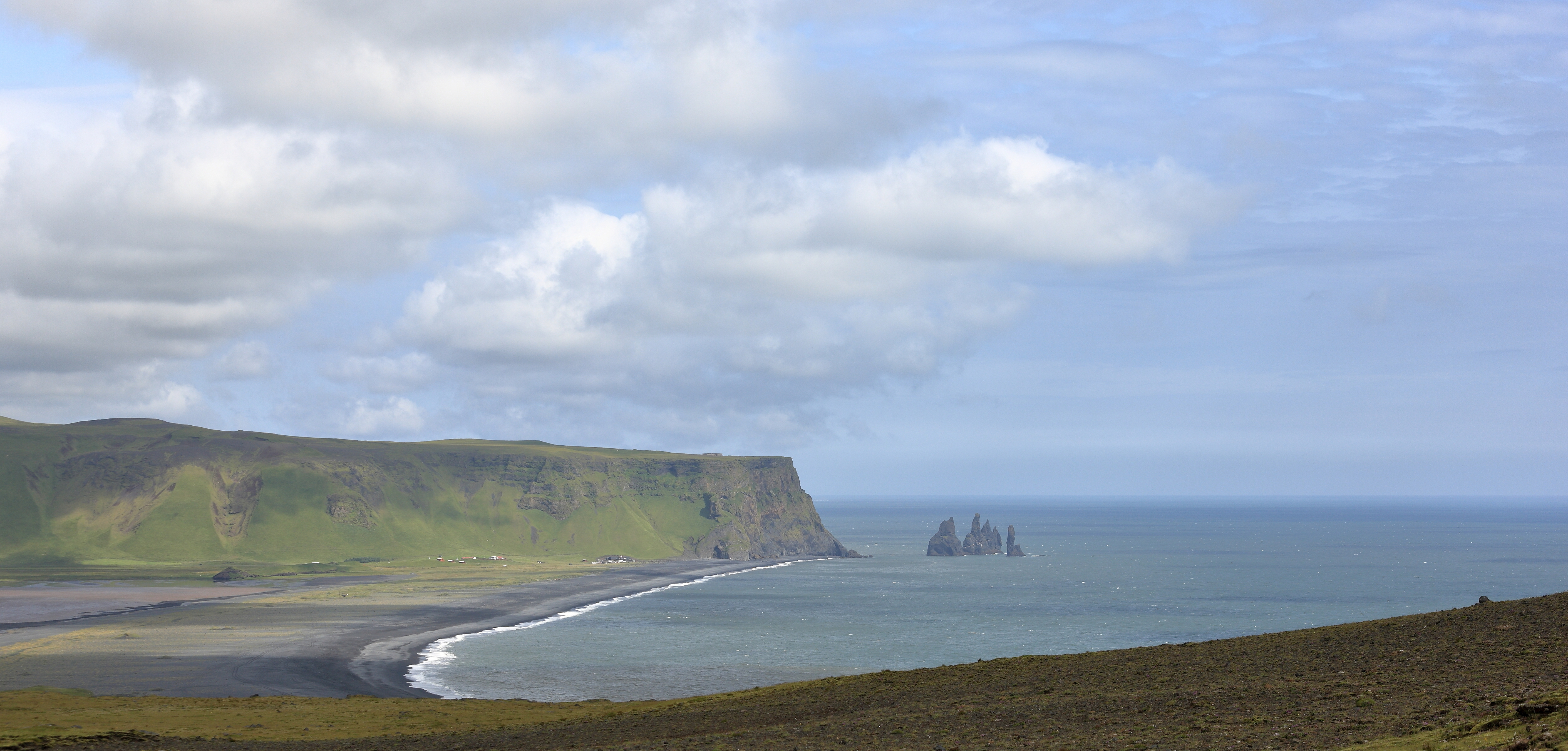
A Reynisfjara és a Reynisdrangar látképe a Dyrhólaey-félsziget felől

## Fordítás
Ez a szócikk részben vagy egészben  a   Dyrhólaey című angol Wikipédia-szócikk ezen változatának fordításán alapul.  Az eredeti cikk szerkesztőit annak laptörténete sorolja fel. Ez a jelzés csupán a megfogalmazás eredetét és a szerzői jogokat jelzi, nem szolgál a cikkben szereplő információk forrásmegjelöléseként.